# All-Ireland Senior Football Championship 1940
L'All-Ireland Senior Football Championship 1940 fu l'edizione numero 54 del principale torneo di calcio gaelico irlandese. Kerry batté in finale Galway ottenendo il quattordicesimo trionfo della sua storia.

## Semifinali
| Dublino 18 agosto 1940 | Galway | 3-08 – 2-05 | Meath | Croke Park |

| Dublino 18 agosto 1940 | Kerry | 3-04 – 0-08 | Cavan | Croke Park |

### Finale
| Dublino 22 settembre 1940, ore 15:30 BST | Kerry | 0-07 – 1-03 | Galway | Croke Park (60821 spett.) |